# 波氏帕皿蛛
波氏帕皿蛛（学名：Perimonoides potanini）为皿蛛科帕皿蛛属的动物。在中国大陆，分布于内蒙古等地。该物种的模式产地在内蒙古。